# Wenn der Prophet nicht zum Berg kommt, muss der Berg zum Propheten kommen
Wenn der Prophet nicht zum Berg kommt, muss der Berg zum Propheten kommen (oder Wenn der Berg nicht zum Propheten kommt, muss der Prophet zum Berg gehen) ist ein Sprichwort.

## Entstehungsgeschichte und Bedeutung

### Hodscha Nasreddin
Diese Wortverbindung geht ursprünglich wahrscheinlich  auf eine Anekdote über den mittelalterlichen muslimischen Schelm Hodscha Nasreddin zurück.

„Dschoha wollte für heilig gelten. Er wurde gefragt: ‚Wo sind deine Wunder?‘ und er sagte: ‚Ich werde einem Baume, gleichgültig welchem, befehlen, zu mir zu kommen, und er wird mir gehorchen.‘ ‚Sag es dem Palmbaum da.‘
‚Komm‘, sagte Dschoha; aber der Palmbaum rührte sich nicht, auch nicht, als er ihn dreimal angerufen hatte. Nun stand Dschoha auf; man fragte ihn: ‚Wohin, Dschoha?‘ Er sagte: ‚Die Propheten Gottes und die Heiligen kennen weder Hochmut, noch Verblendung; da der Palmbaum nicht zu mir kommt, werde ich zu ihm gehen.‘“

### Francis Bacon
Der englische Philosoph Francis Bacon hat diese Geschichte in etwas abgewandelter Form um 1625 niedergeschrieben. Dort war der Akteur der Prophet Mahomet, und es ging um einen Berg.

„Nay you shall see a bold fellow many times do Mahomet’s miracle. Mahomet made the people believe that he would call an hill to him, and from the top of it offer up his prayers for the observers of his law. The people assembled; Mahomet called the hill to come to him, again and again; and when the hill stood still, he was never a whit abashed, but said, ‘If the hill will not come to Mahomet, Mahomet will go to the hill’.“

### Spätere Verwendung
In dieser Form hat sich die Formulierung in verschiedenen Sprachen bis in die Gegenwart gehalten. In jüngerer Zeit entstand daraus auch die paradoxe Umkehrung: Wenn der Prophet nicht zum Berg kommt, muss der Berg zum Propheten kommen.
Beide Formulierungen werden in der Gegenwart fast im gleichen Sinne verwendet, wenn eine einfachere Möglichkeit nicht zustande kommt, sollte man versuchen, neue, auch unkonventionelle Alternativen zu probieren. Das betrifft zum Beispiel Politiker, Kirchenvertreter oder Geschäftsleute, die auf ungewöhnlichen Wegen zu den Menschen gehen, wenn diese nicht in ausreichendem Maße zu ihnen kommen.

## In anderen Sprachen
- englisch: If the mountain will not go to Mahomet, let Mahomet go to the mountain.
- französisch: Si la montagne ne vient pas à nous, il faut aller à elle. (Wenn der Berg nicht zu uns kommt, müssen wir zu ihm gehen.)
- niederländisch: Als de berg niet tot Mohammed wil komen, dan moet Mohammed naar den berg gaan.[4]
- polnisch: Nie przyszła góra do Mahometa, Mahomet przyszedł do góry.[5]
- slowenisch: Če noče gora k Mohamedu, mora Mohamed h gori.[6]
- slowakisch: Ak nepríde hora k Mohamedovi, príde Mohamed k hore.
- tschechisch: Když nejde hora k Mohamedovi, musí Mohamed k hoře.
- ungarisch: Ha a hegy nem megy Mohamedhez, Mohamed megy a hegyhez.